# NGC 6154
NGC 6154 في الفهرس العام الجديد، هي مجرة، تقع في كوكبة الجاثي. اكتشفت في 15 مايو 1787 بواسطة ويليام هيرشل.

## روابط خارجية
- NGC 6154 على موقع ويكي سكاي: DSS2, SDSS, GALEX, IRAS, Hydrogen α, X-Ray, Astrophoto, Sky Map, Articles and images